# Unionsbrevet
Unionsbrevet, også kaldet Kalmarunionsdokumentet eller Kalmarunionsbrevet, er et af de to originale dokumenter, Kalmarbrevene, der er bevaret fra unionsmødet i Kalmar i 1397. Unionsbrevet var en juridisk bindende aftale, som fastsatte de mere detaljerede regler om Kalmarunionens regeringsudøvelse samt regulerede de fremtidige forhold mellem de tre riger.
Fra mødet i Kalmar foreligger to dokumenter. Kroningsbrevet, hvor Margrete får Erik kronet til konge over de skandinaviske riger, og det mere omdiskuterede Unionsbrev. Der hersker bred uenighed om gyldigheden af Unionsbrevet, som ikke var fuldgyldigt beseglet, og forbliver den dag i dag et af Skandinaviens mest omdiskuterede samtidshistoriske kilder.

## Forud for unionsbrevet
I årene 1387-89 skete der dramatiske forandringer i Norden, som i mere end et århundrede fik de tre nordiske kongeriger til at følge en fælles vej: I 1389 var Margrete, datter af Valdemar Atterdag, blevet hyldet med titlen 'Danmarks, Norges og Sveriges fuldmægtige frue og retmæssige husbond'. Hun brugte straks denne indflydelse på den norske arvefølge, hun havde opnået efter sin søn Olafs død, til at præsentere sin grandnevø fra Pommern som tronfølger. Han fik det nordiske kongenavn Erik og blev straks hyldet som konge af Norge. Hans valg til tronerne i Danmark og Sverige måtte vente, indtil han havde sat juridisk flertal i 1396.
I sommeren 1397 mødtes en række rigsråder, stormænd, bisper og ledende repræsentanter fra gejstligheden i Danmark, Norge og Sverige på Kalmar Slot. Her forhandlede de et forfatningsmæssigt grundlag for det, som siden er blevet kendt som Kalmarunionen.
Et afgørende motiv var utvivlsomt ønsket om at stå stærkere over for mecklenburgerne og hansestæderne, hvis de igen blev allierede og angreb.

## Usikkerhed ifht. til unionsbrevets legitimitet
Unionsbrevets status har været stærkt omdiskuteret i Skandinaviens historie.
Ifølge datidens lov om juridisk bindende aftaler, skulle selv behørigt beseglede dokumenter skrevet på pergament udveksles mellem rigerne. Man kan dog med stor sikkerhed fastslå, at dette aldrig skete for Unionsbrevet. Det bevarede dokument er skrevet på papir og indeholder såvel tekstrettelser som overstregelser, så det nærmest ser ud som et udkast. Ikke desto mindre har nogle af de personer, som nævnes til sidst i brevet, sat deres segl på det, og senere, mens Kalmarunionen endnu fungerede, regnedes unionsbrevet for værende retsligt gyldigt.
Unionsbrevet starter som en aftalt faktuel unionstraktat, men slutter med bestemmelsen om, at det vil blive bekræftet af to pergamentdokumenter fra hvert kongerige. Unionsbrevet er således diplomatisk ufuldstændigt, og der er blevet rejst legitim tvivl om dets juridiske gyldighed.
I Erik Lönnroths ovennævnte fortolkning repræsenterer de to dokumenter to forskellige statslige systemer og former for union; mens kroningsbrevet afspejler det monarkiske regimeprogram, er unionsbrevet et aristokratisk udtryk for regimets politiske undersøgelse. Da kun Kroningsbrevet opnåede juridisk gyldighed, var det monarkiet, der vandt den forfatningsmæssige kamp på Kalmarmødet. Denne fortolkning er blevet bredt accepteret, og den generelle opfattelse nu, at Unionsbrevet ikke blev bekræftet, fordi det kolliderede med Margretes interesser, mens "den norske forklaring", at dette skyldtes norsk modstand, ikke har vundet megen anerkendelse. Grundlaget for sidstnævnte forklaring, at ingen nordmand satte sit segl til dokumentet, er blevet draget i tvivl af påstanden om, at en af sælerne trods alt kan være norsk.

## Grundindholdet af Unionsbrevet
I unionsbrevet slås fem vigtige principper for unionen fast:
- En eneste konge skal råde over alle tre riger. I princippet skal unionen være et Valgkongedømme, men i første række bør kongesønner vælges.
- Kongen skal styre hvert rige i overensstemmelse med hvert riges egne love.
- Hvis et af rigerne trues af krig, skal de andre komme det til hjælp.
- Den, som er blevet dømt fredløs, skal være det i alle rigerne.
- Ved forhandlinger med andre lande har kongen sammen med rådsmedlemmer fra hvert rige ret til at træffe beslutninger til alles bedste.

## Tekst
Alle de, som dette brev hører eller ser eller hører, såvel de, der nu lever, som de, der herefter skal komme, skal det vitterligt være:
At efter alle disse tre riger, Danmark, Sverige og Norge, i sand endrægtighed, enighed, kærlighed og godvilje, hvert rige for sig, med højbårne fyrstinde, vor nådige frue, dronning Margrethes råd, bifald og samtykke, og med alle tre rigers råds godvilje og med fuldkomment samtykke af biskopper og klerke, riddere og svende samt den ganske og menige almue i alle riger, havde taget, valgt og antaget højbårne og værdige fyrste, vor nådige herre, kong Erik, til en ret herre og konge over disse tre riger og han derefter på den nu forløbne Sankte Trinitatis søndag i Faderens, Sønnens og Helligåndens navn her i Kalmar med samtykke og råd af alle disse rigers gode mænd, både klerke og lægmænd, blev kronet og sat i kongelig stol over disse tre kongeriger med både den gejstlige og den verdslige værdighed, som det bør sig, at en ret konge besidder og har over disse tre kongeriger, Danmark, Sverige og Norge, da blev her på førnævnte tid og sted med førnævnte herre, kong Eriks og førnævnte vor nådige frue, dronning Margrethes råd og samtykke, tillige med endrægtigt samtykke af alle disse tre kongerigers rådgivere og mænd, afhandlet og indgået en bestandig og ubrydelig enighed, fred og forbindelse i så måde, som herefter følger:
1. For det første skal nu disse tre riger have denne konge, som er kong Erik, i hans levedage, og siden skal derefter disse tre riger i evighed have én konge, og ej flere, over alle tre riger, således at rigerne, om Gud vil, aldrig adskilles mere. Siden skal efter denne konges levedage én konge vælges og tages over alle tre riger, og ej flere, og skal intet rige herefter tage og vælge en konge uden med alle tre rigers fuldstændige samtykke og enighed. Giver Gud denne konge en søn eller hans efterfølgere én eller flere sønner, da skal én af dem vælges og tages til konge over alle tre riger, og ej flere. De andre brødre skal forlenes og betænkes med andet herredømme i rigerne, og om han får døtre, da handle man, som loven tilsiger. Altså skal disse tre riger altid vælge én af kongesønnerne, om Gud vil, at nogen da er til, og han bliver konge, og ej flere, som før er sagt. Skulle nu kongen falde barnløs fra, det Gud forbyde, da skal rigernes råder og mænd med alle rigernes rette samtykke tage og vælge en anden, den, Gud giver dem i nåde, og som de efter deres overbevisning anser for at være den retteste, bedst egnede og for rigerne mest nyttige, og ingen skal sætte sig herimod eller handle på anden måde, end som før skrevet står.
2. Og alle tre riger skal være og forblive i én samdrægtighed og kærlighed, således at ingen af dem skal skille sig fra de andre med nogen tvedragt eller splittelse; men hvad der rammer det ene, enten det er krig eller udenlandske mænds angreb, det skal ramme dem alle tre, og de skal være hinanden behjælpelige med al troskab og magt, dog således, at hvert rige forbliver ved sin lov og ret og kongen ved den myndighed, han bør have.
3. Fremdeles skal kongen styre og råde med sit rige Danmark, dets slotte og huse, lov og dom, som lov og ret er, og som kongen bør og er forpligtet til; således også i Sverige og Norge efter deres lov og ret, som kongen dér bør og er forpligtet til, og der skal ikke overføres nogen lov og ret fra et rige til et andet, hvor det ikke før har været lov og ret; men kongen og hvert rige skal forblive ved lov og ret, som før er sagt og det bør at blive.
4. Om det sker, at der påføres noget af disse riger orlog eller krig, hvilket af dem det så bliver, da skal de andre to riger, når kongen eller hans embedsmænd på hans vegne tilsiger dem, komme det rige til hjælp og forsvar med magt og troskab, hvor de bliver tilsagt, enten til lands eller vands, og hvert rige skal komme det andet til hjælp uden al svig, dog således, at når et rige eller begge de andre kommer det ene til hjælp, da skal man dem i det rige med spisning og kost og foder af rigernes embedsmænd forsyne og tilse, at landet og almuen ikke ødelægges. Men kongen står inde for deres sold, lønning, skade eller fangenskab eller andet herhenhørende, så de ikke i den anledning må besvære sig eller rejse krav mod rigets embedsmænd eller almue. Og dersom alle rigerne eller noget af dem påføres krig af en udenlandsk hær, da skal ingen undskylde sig eller vægre sig, fordi han ikke er tjenstpligtig på den anden side af sin egen landegrænse. Det har vi alle vedtaget og samtykket, at enhver skal hjælpe den anden og gøre følge, til hvilket rige det gøres nødigt, fordi alle tre riger er og skal forblive under én herre og konge og være som ét rige.
5. Hermed skal al fejde og tvedragt, som indtil nu og fra gammel tid har være mellem rigerne, ophøre og aldrig mere begyndes eller gentages, og aldrig mere skal et rige påføre de andre krig og ikke foretage sig noget, som kan hidføre krig eller ufred; men de skal alle blive som ét rige under én konge, som før sagt. Og hver mand, høj og lav, skal forblive ved lov og ret og lade sig nøje dermed og ikke med nogen fejde eller anden uret og overgreb undertrykke eller forurette den, der mindre magter; men alle skal frygte Gud og vor herre, kongen, og, som det sig bør, adlyde hans befalinger og hans embedsmænd, som han beskikker til på sine vegne at straffe dem, der forbryder sig derimod.
6. Bliver nogen i noget rige fredløs eller forflygtig for sin rette brøde, da skal han være fredløs såvel i de andre riger som i det ene, og ingen skal værne eller forsvare ham; men man skal straffe ham dér, hvor han bliver tiltalt og anklaget, eftersom han har forbrudt sig og loven byder.
7. Videre, hvis nogen forhandlinger eller hverv føres eller drøftes med fremmede herskere eller stæder eller med deres sendebud til vor herre, kongen, da har han, lige meget i hvilket rige han da opholder sig, magt til med sine råder, som dér er til stede, altid nogle fra hvert rige, i den anledning at foretage og afgøre, på disse tre rigers vegne, hvad der er frommest, rimeligst og nyttigst til vor herre, kongens og disse tre rigers gavn.
8. Videre skal man alle disse før skrevne punkter og artikler således efterleve og overholde, som før skrevet står, og dem således tyde og fortolke, at de bliver Gud til ære og vor herre, kongen, og rigerne til gavn, gode og fred, således at enhver lader sig nøje med lov og ret, og hænder det, at nogen vil handle herimod, da skal alle i disse riger hjælpe vor herre, kongen og hans embedsmænd, som han beskikker og betror magt, til alt at overvåge og håndhæve retten, som ret er, og som det sig bør.
9. Fremdeles skal vor frue, dronning Margrethe, i sine levedage med al kongelig ret, og intet undtaget, efter hendes vilje styre og besidde, råde over og beholde alt det, som hendes fader og hendes søn undte og gav hende i deres levende live og ved deres testamente, og ligeledes i Sverige hendes morgengave og andet, som rigernes mænd i Sverige har aftalt med hende, at hun skal beholde, og ligeledes hendes morgengave i Norge og det, hendes herre, kong Håkon, og hendes søn, kong Oluf, dér har undt og givet hende, både i deres levende live og ved deres testamente, og som skal have ret til at gøre testamente, dog således at provinserne og slottene frit og uantastet stilles til kongens rådighed, når hun dør, undtagen så mange penge og godser, som hun muligvis måtte bortgive ved sit testamente, som før nævnt, af det før skrevne, som er hende givet og undt, det skal have sin bestandighed og overholdes, og hvad hun allerede forud har antvortet fra sig, bortgivet, bortforlevet eller forlenet i disse tre kongeriger til Guds hæder, både til hendes venner og tjenere, det skal også bestandig stå ved magt, eftersom det er fastsat, idet kongen og rigernes mænd i disse tre kongeriger skal hjælpe hende at besidde og beholde dette før skrevne og beskærme, værge og beskytte det troligt og uden svig i hendes levedage, om det gøres nødigt. Vil nogen forurette hende i disse før skrevne punkter eller imod dem på nogen måde besvige hende eller forholde hende noget, da vil vi trolig med al magt være hende behjælpelig med at skaffe hende ret over dem, der gør det, og vi indrømmer hende, at hun må tage Gud til hjælp og dem, som vil hjælpe hende at sætte sig imod og værge sig uden indsigelser.

Til yderligere forvaring, at alle disse før skrevne punkter skal forblive bestandige, faste og ubrydelige, evindeligt med Guds hjælp og i alle måder, med alle de artikler, som før skrevet står, og at der skal udstedes breve på pergament, to af hvert rige, Danmark, Sverige og Norge, lydende i alle måder og med alle artikler, som her før er skrevet, og at de skal besegles med vor herre, kongens og vor frue, dronningens og rigernes råds og mænds og købstædernes segl i alle de tre riger, Danmark, Sverige og Norge, og at alle disse punkter således er behandlet og afgjort, og at de i alle måder skal således fuldbyrdes, iværksættes og forblive, som før er skrevet, så har vi Jacob og Henrik, af Guds nåde ærkebiskopper i Lund og Uppsala, Peder og Knut, af samme nåde biskopper i Roskilde og Linköping, Karl af Tofta, Jens Andersen, Sten Bengtsson, Jens Rud, Ture Bengtsson, Folmar Jacobsen, Erengisle, Peder Nielsen af Ågård og Algot Magnusson, riddere, Arent, provst i Oslo, Agmund Bolt, Alf Harladsen og Gaute Erikson, riddere med god vilje ladet hænge vore segl under dette brev. Skrevet i Kalmar i det Herrens år 1397 på Sankt Margrethe Jomfruens dag.

Kilde: Unionsbrev, Roskildehistorie, hentet den 23/2 2020